# Lichtenmoor (Heemsen)
Lichtenmoor ist ein Ortsteil der Gemeinde Heemsen (Samtgemeinde Heemsen) im Landkreis Nienburg/Weser (Niedersachsen). Der Ort liegt im gleichnamigen Lichtenmoor. Im Ort wohnen weniger als 100 Einwohner, die hauptsächlich in der Landwirtschaft beschäftigt sind.
Die Kreisstraße 36 verbindet den Ort mit Heemsen im Westen und Lichtenhorst im Osten.
Koordinaten: 52° 42′ 30,1″ N, 9° 18′ 14,4″ O

## Geschichte
Erste Besiedlungsversuche am Rand des Lichtenmoores fanden 1780 statt. Diese Kolonie gehörte dann ab 1859 zur Gemeinde Heemsen und zum Teil auch zur früheren Gemeinde Gadesbünden, die heute ebenfalls Teil der Gemeinde Heemsen ist.

## Bedeutung
In und im Lichtenmoor wird Torf abgebaut. Von 1969 bis 1992 befand sich die Gefechtsstellung der 2. Staffel des Flugabwehrraketengeschwaders 35 im Moorgebiet. 1976 kulminierten hier die Proteste, als (das) Lichtenmoor mit seinem unterirdischen Salzstock als Atommüllendlager in Betracht kam.
Der sog. Würger vom Lichtenmoor, ein fiktives Raubtier im Jahr 1948, wurde im östlichen Gebiet von Lichtenmoor verortet.